# Lavoir de Confracourt
Le lavoir de Confracourt est un lavoir situé à Confracourt, en France.

## Localisation
Le lavoir est situé sur la commune de Confracourt, dans le département français de la Haute-Saône.

## Historique
L'édifice est inscrit au titre des monuments historiques en 1979.